# Avellaneda (Santa Fe)
Avellaneda – miasto w Argentynie, położone we wschodniej części prowincji Santa Fe.

## Opis
Miasto założone w 1879 roku, według spisu powszechnego 17 listopada 2001 roku liczyło 19 402, 27 października 2010 ludność Avellaneda wynosiła 23 341 .